# Mesoleptus inclinator
Mesoleptus inclinator là một loài tò vò trong họ Ichneumonidae.